# Tiundaland

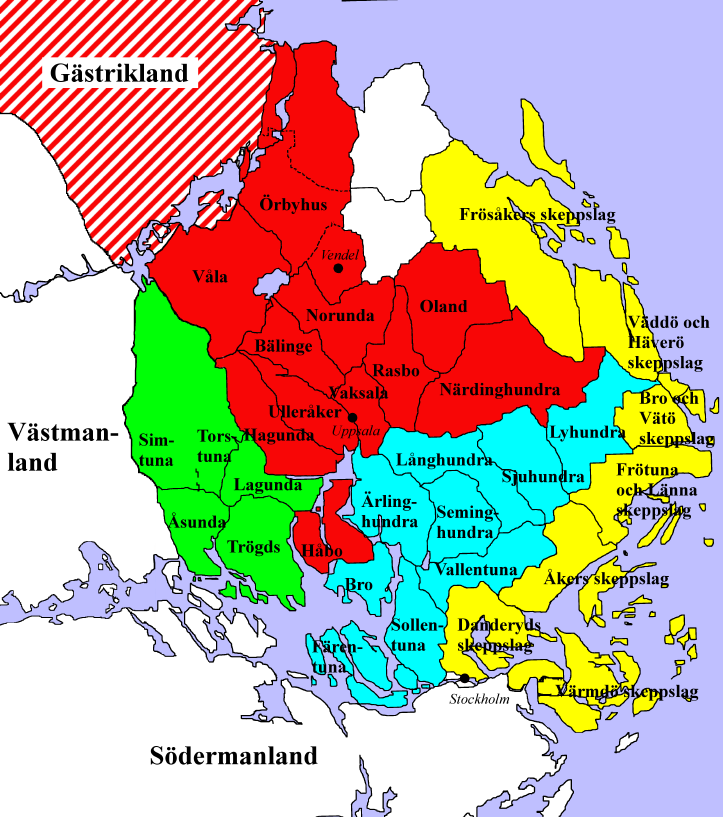
Folkland dei Sueoni (Uppland/Gästrikland)
rosso = Tiunda
azzurro = Attunda
giallo = Roden
verde = Fjärdhundra
La costa è cambiata sensibilmente nell'ultimo millennio a causa dello spostamento delle terre post-glaciale. In origine era una baia marina che proseguiva ininterrotta dal nord fino ad Uppsala

Il Tiundaland è una regione storica della Svezia (folkland) e dal 1296 fa parte dell'attuale provincia dell'Uppland. In origine significava terra delle dieci centene, e si riferiva all'obbligo di fornire 1000 uomini e 40 navi per il leidang del re svedese.

## Descrizione
Un elenco del 1314 definisce Tiundaland come Centena Bälinge, Gästrikland, Centena Håbo, Centena Hagunda, Centena Norunda, Centena Närding, Centena Oland, Centena Rasbo, Centena Ulleråker e Centena Vaksala.
In epoca vichinga probabilmente si estendeva dalla costa del mar Baltico presso Norrtälje alla baia dove oggi si trova il lago Mälaren. Una posizione decisamente strategica. 
Secondo Snorri Sturluson, come descritto nel suo Heimskringla, era il luogo di Uppsala e del Thing di tutti gli Svedesi, dove ogni anno si svolgevano grandi blót a cui partecipavano numerosi re. Snorri afferma che il Tiundaland era la regione più ricca e fertile della Svezia, dove si trovava la sede dei re svedesi ad Uppsala, dell'arcivescovo svedese e da cui Uppsala öd prende il nome. Tutti i Lögsögumaður svedesi erano subordinati a quello di Tiundaland.